# Lydia Wålsten
Lydia Emma Margareta Wålsten Bodén, född 27 maj 1986 i Uppsala, är en svensk kommunikatör och skribent.

## Biografi
Wålsten har en examen från Institutionen för journalistik, medier och kommunikation vid Stockholms universitet och har studerat politisk kommunikation vid New York University. Hon har även läst Timbros ettåriga utbildning Stureakademin. Hon har varit krönikor på Örnsköldsviks-, Sundsvalls och Härnösands tidningar.
Wålsten var konsult på Kreab 2008–2011. Hon har varit kommunikationschef på Timbro 2015–2018, och i omgångar vikarierat på ledarsidan på Svenska Dagbladet. I februari 2019 efterträdde hon Per Gudmundson som ledarskribent på Svenska Dagbladet. Hon lämnade SvD 2020. Hon var mellan 2021 och 2023 biträdande chef för tankesmedjan Timbro. 2024–2025 var hon kommunikationschef på Företagarna.